# Сапуга Андрій Михайлович
Андрій Михайлович Сапуга (нар. 4 жовтня 1976, с. Тейсарів, Львівська область) — український футболіст. Захисник і півзахисник, грав, зокрема у «Карпатах» (Львів), «Торпедо» (Москва) та «Закарпатті» (Ужгород). Бронзовий призер чемпіонату України 1997/98 у складі «Карпат» і чемпіонату Росії 2000 у складі «Торпедо». Майстер спорту Росії.

## Кар'єра
Вихованець жидачівського футболу (перший тренер — Орест Кофлик) і Львівського училища фізичної культури (тренери — Олег Родін і Лев Броварський). Після закінчення училища грав за щойностворений ФК «Львів» у першості міста. Закінчив Львівський інститут фізичної культури.
На професіональному рівні дебютував 3 червня 1993 у виїзній грі вищої ліги «Нива» (Тернопіль) — «Карпати» (2:1).
Першу половину сезону 1993/94 провів за «Скалу» (Стрий) у першій лізі. Певний час разом із Сергієм Данівим мешкав у США, виступав за «Тризуб» (Філадельфія).
Сезони 1994/95 — 1997/98 провів у складі «Карпат» (Львів), 1998 року під керівництвом Мирона Маркевича здобувши бронзову медаль чемпіонату України.
1998 року в Карпатах зросла конкуренція за місце в основному складі й Сапуга прийняв пропозицію перейти до московського «Торпедо». Бронзовий призер чемпіонату Росії 2000 у складі «Торпедо», хоча того сезону провів за москвичів тільки 3 матчі, більше ігрової практики мав у «Локомотиві» (Нижній Новгород), де півроку грав на правах оренди. Сезон 2001 провів в оренді в першоліговому «Газовику-Газпром» (Іжевськ).
У чемпіонаті 2002/03 грав за «Карпати» (Львів), потім за «Карпати-2» у другій лізі. 2004 року перейшов у «Закарпаття» (Ужгород), з яким того ж літа виборов путівку до вищої ліги. У складі ужгородців виступав у вищій лізі в сезонах 2004/05 — 2005/06.
Чемпіонат 2006 року провів у російському «Факелі» (Воронеж), навесні 2007 року виступав за ФК «Львів» у першій лізі України.
У сезонах 2007 і 2008 — у складі «Металурга-Кузбас» (Новокузнецьк). Згодом грав на аматорському рівні у 2009—2010 роках за «Нафтусю» (Східниця), а 2011 року грав за «Кар'єр» (Торчиновичі) у чемпіонаті Львівської області.
Влітку 2009 року увійшов до тренерського штабу Юрія Беньо у «Львові», але незабаром увесь тренерський штаб був звільнений.
У 2011 році працював у тренерському штабі «Карпат-2» (Львів), а потім разом з Олегом Родіним тренував дітей в Академії футболу ФК «Карпати» (створена на базі Львівського училища фізкультури). Згодом працював помічником у складі юнацької, резервної та першої команди.
У 2018 році увійшов до тренерського штабу Андрія Тлумака, а 2020 року разом з ним перейшов на роботу до відновлених «Карпат» (Львів). Згодом у 2023 році залишався на посаді асистента у наступного головного тренера Мирона Маркевича. Після його звільнення влітку 2024 року Сапуга перейшов до роботи асистентом юнацької команди U-19 у штабі Олега Голодюка.

## Особисте життя
Син Марко Сапуга (нар. 2003) також став футболістом.